# Copa Centroamericana 2013
De Copa Centroamericana 2013 was de twaalfde editie van dit toernooi voor de zeven UNCAF-leden, de CONCACAF landen uit Centraal-Amerika. Het toernooi werd georganiseerd door Costa Rica. De top vijf van dit toernooi plaatsten zich voor de CONCACAF Gold Cup 2013. Costa Rica won voor de zevende keer het toernooi door in de finale Honduras met 1-0 te verslaan.

## Deelnemende landen
Alle zeven UNCAF-leden namen deel.
| Groep A    | Groep A | Groep A                                               | Groep B     | Groep B | Groep B                              |
| Land       | Aantal  | Beste resultaat                                       | Land        | Aantal  | Beste resultaat                      |
| ---------- | ------- | ----------------------------------------------------- | ----------- | ------- | ------------------------------------ |
| Belize     | 8e      | Groepsfase (1995, 1999, 2001, 2005, 2007, 2009, 2011) | El Salvador | 12e     | Derde (1991, 1995, 1997, 2001, 2003) |
| Costa Rica | 12e     | Winnaar (1991, 1997, 1999, 2003, 2005, 2007)          | Honduras    | 12e     | Winnaar (1993, 1995, 2011)           |
| Guatemala  | 11e     | Winnaar (2001)                                        | Panama      | 10e     | Winnaar (2009)                       |
| Nicaragua  | 9e      | Vijfde (2009)                                         |             |         |                                      |

## Stadion
| San José                            | · San José |
| Estadio Nacional Capaciteit: 35.060 | · San José |
|                                     | · San José |

## Groepsfase
| Betekenis van de kleuren                   |
| ------------------------------------------ |
| Geplaatst voor Knockoutfase                |
| Geplaatst voor wedstrijd Om vijfde plaats* |

*De wedstrijd om de vijfde plaats is van belang omdat de winnaar zich, net als de nummers 1 tot en met 4, plaatst voor de CONCACAF Gold Cup 2013

### Groep A
| Team       | Gsp | GW | G | V | DV | DT | DS | Ptn |
| ---------- | --- | -- | - | - | -- | -- | -- | --- |
| Costa Rica | 3   | 2  | 1 | 0 | 4  | 1  | +3 | 7   |
| Belize     | 3   | 1  | 1 | 1 | 2  | 2  | 0  | 4   |
| Guatemala  | 3   | 0  | 3 | 0 | 2  | 2  | 0  | 3   |
| Nicaragua  | 3   | 0  | 1 | 2 | 2  | 5  | –3 | 1   |

|                                                  |              |                    |             |                                                                           |
| 18 januari 2013 «onderlinge duels» 16:00 (UTC−6) | Guatemala    | 1 – 1              | Nicaragua   | Estadio Nacional, San José Toeschouwers: 200 Scheidsrechter: Joel Aguilar |
| 18 januari 2013 «onderlinge duels» 16:00 (UTC−6) | Espinoza 67' | Verslag[dode link] | 40' Quijano | Estadio Nacional, San José Toeschouwers: 200 Scheidsrechter: Joel Aguilar |

|                                                  |             |                    |        |                                                                                 |
| 18 januari 2013 «onderlinge duels» 20:00 (UTC−6) | Costa Rica  | 1 – 0              | Belize | Estadio Nacional, San José Toeschouwers: 5.484 Scheidsrechter: Héctor Rodríguez |
| 18 januari 2013 «onderlinge duels» 20:00 (UTC−6) | Arrieta 53' | Verslag[dode link] |        | Estadio Nacional, San José Toeschouwers: 5.484 Scheidsrechter: Héctor Rodríguez |

|                                                  |                    |       |           |                                                                            |
| 20 januari 2013 «onderlinge duels» 14:00 (UTC−6) | Belize             | 0 – 0 | Guatemala | Estadio Nacional, San José Toeschouwers: 250 Scheidsrechter: Elmer Bonilla |
| 20 januari 2013 «onderlinge duels» 14:00 (UTC−6) | Verslag[dode link] |       |           | Estadio Nacional, San José Toeschouwers: 250 Scheidsrechter: Elmer Bonilla |

|                                                  |                     |                    |           |                                                                               |
| 20 januari 2013 «onderlinge duels» 18:00 (UTC−6) | Costa Rica          | 2 – 0              | Nicaragua | Estadio Nacional, San José Toeschouwers: 5.980 Scheidsrechter: Roberto Moreno |
| 20 januari 2013 «onderlinge duels» 18:00 (UTC−6) | Lagos 7' Borges 86' | Verslag[dode link] |           | Estadio Nacional, San José Toeschouwers: 5.980 Scheidsrechter: Roberto Moreno |

|                                                  |              |                    |                           |                                                                           |
| 22 januari 2013 «onderlinge duels» 16:00 (UTC−6) | Nicaragua    | 1 – 2              | Belize                    | Estadio Nacional, San José Toeschouwers: 750 Scheidsrechter: Joel Aguilar |
| 22 januari 2013 «onderlinge duels» 16:00 (UTC−6) | Figueroa 85' | Verslag[dode link] | 29' Lennon 90+1' McCaulay | Estadio Nacional, San José Toeschouwers: 750 Scheidsrechter: Joel Aguilar |

|                                                  |             |                    |               |                                                                                 |
| 22 januari 2013 «onderlinge duels» 20:00 (UTC−6) | Costa Rica  | 1 – 1              | Guatemala     | Estadio Nacional, San José Toeschouwers: 6.760 Scheidsrechter: Héctor Rodríguez |
| 22 januari 2013 «onderlinge duels» 20:00 (UTC−6) | Arrieta 11' | Verslag[dode link] | 90' Contreras | Estadio Nacional, San José Toeschouwers: 6.760 Scheidsrechter: Héctor Rodríguez |

### Groep B
| Team        | Gsp | GW | G | V | DV | DT | DS | Ptn |
| ----------- | --- | -- | - | - | -- | -- | -- | --- |
| Honduras    | 2   | 0  | 2 | 0 | 2  | 2  | 0  | 2   |
| El Salvador | 2   | 0  | 2 | 0 | 1  | 1  | 0  | 2   |
| Panama      | 2   | 0  | 2 | 0 | 1  | 1  | 0  | 2   |

El Salvador tweede na loting.
|                                                  |              |                    |             |                                                                             |
| 18 januari 2013 «onderlinge duels» 18:00 (UTC−6) | Honduras     | 1 – 1              | El Salvador | Estadio Nacional, San José Toeschouwers: 2.500 Scheidsrechter: Walter López |
| 18 januari 2013 «onderlinge duels» 18:00 (UTC−6) | Bengtson 75' | Verslag[dode link] | 78' Burgos  | Estadio Nacional, San José Toeschouwers: 2.500 Scheidsrechter: Walter López |

|                                                  |                    |       |        |                                                                             |
| 20 januari 2013 «onderlinge duels» 16:00 (UTC−6) | El Salvador        | 0 – 0 | Panama | Estadio Nacional, San José Toeschouwers: 250 Scheidsrechter: Wálter Quesada |
| 20 januari 2013 «onderlinge duels» 16:00 (UTC−6) | Verslag[dode link] |       |        | Estadio Nacional, San José Toeschouwers: 250 Scheidsrechter: Wálter Quesada |

|                                                  |             |                    |            |                                                                               |
| 22 januari 2013 «onderlinge duels» 18:00 (UTC−6) | Panama      | 1 – 1              | Honduras   | Estadio Nacional, San José Toeschouwers: 3.450 Scheidsrechter: Roberto García |
| 22 januari 2013 «onderlinge duels» 18:00 (UTC−6) | Sánchez 13' | Verslag[dode link] | 31' Montes | Estadio Nacional, San José Toeschouwers: 3.450 Scheidsrechter: Roberto García |

## Knock-outfase
|  | halve finale          | halve finale          |   |                       | finale                | finale |
|  |                       |                       |   |                       |                       |        |
|  | 25 januari – San José |                       |   |                       |                       |        |
|  | Honduras              | 1                     |   |                       |                       |        |
|  | Belize                | 0                     |   |                       |                       |        |
|  |                       |                       |   |                       |                       |        |
|  |                       |                       |   |                       | 27 januari – San José |        |
|  |                       |                       |   |                       | Costa Rica            | 1      |
|  |                       | Honduras              | 0 |                       |                       |        |
|  |                       |                       |   |                       |                       |        |
|  |                       |                       |   |                       | derde plaats          |        |
|  | 25 januari – San José | 25 januari – San José |   | 27 januari – San José | 27 januari – San José |        |
|  | Costa Rica            | 1                     |   | El Salvador           | 1                     |        |
|  | El Salvador           | 0                     |   |                       | Belize                | 0      |

### Om vijfde plaats
|                                                  |           |                    |                                  |                                                                             |
| 25 januari 2013 «onderlinge duels» 15:00 (UTC−6) | Guatemala | 1 – 3              | Panama                           | Estadio Nacional, San José Toeschouwers: 279 Scheidsrechter: Wálter Quesada |
| 25 januari 2013 «onderlinge duels» 15:00 (UTC−6) | López 75' | Verslag[dode link] | 28' Pérez 55' Rojas 58' Quintero | Estadio Nacional, San José Toeschouwers: 279 Scheidsrechter: Wálter Quesada |

### Halve finales
|                                                  |              |                    |        |                                                         |
| 25 januari 2013 «onderlinge duels» 17:30 (UTC−6) | Honduras     | 1 – 0              | Belize | Estadio Nacional, San José Scheidsrechter: Walter López |
| 25 januari 2013 «onderlinge duels» 17:30 (UTC−6) | Beckeles 67' | Verslag[dode link] |        | Estadio Nacional, San José Scheidsrechter: Walter López |

|                                                  |             |                    |             |                                                           |
| 25 januari 2013 «onderlinge duels» 20:00 (UTC−6) | Costa Rica  | 1 – 0              | El Salvador | Estadio Nacional, San José Scheidsrechter: Roberto García |
| 25 januari 2013 «onderlinge duels» 20:00 (UTC−6) | Wallace 72' | Verslag[dode link] |             | Estadio Nacional, San José Scheidsrechter: Roberto García |

### Troostfinale
|                                                  |        |         |             |                                                                              |
| 27 januari 2013 «onderlinge duels» 14:30 (UTC−6) | Belize | 0 – 1   | El Salvador | Estadio Nacional, San José Toeschouwers: 1.997 Scheidsrechter: Sandy Vásquez |
| 27 januari 2013 «onderlinge duels» 14:30 (UTC−6) |        | Verslag | 50' Bonilla | Estadio Nacional, San José Toeschouwers: 1.997 Scheidsrechter: Sandy Vásquez |

### Finale
|                                                  |          |         |              |                                                                              |
| 27 januari 2013 «onderlinge duels» 17:00 (UTC−6) | Honduras | 0 – 1   | Costa Rica   | Estadio Nacional, San José Toeschouwers: 14.146 Scheidsrechter: Joel Aguilar |
| 27 januari 2013 «onderlinge duels» 17:00 (UTC−6) |          | Verslag | 38' González | Estadio Nacional, San José Toeschouwers: 14.146 Scheidsrechter: Joel Aguilar |

| Kampioen Copa Centroamericana 2013 |
| ---------------------------------- |
|                                    |
| COSTA RICA 7e titel                |

## Doelpuntenmakers
2 doelpunten
- Jairo Arrieta

1 doelpunt
- Trevor Lennen
- Deon McCaulay
- Celso Borges
- Giancarlo González
- Cristian Lagos
- Rodney Wallace
- Nelson Bonilla
- Rafael Burgos

- José Manuel Contreras
- David Espinoza
- Minor López
- Brayan Beckeles
- Jerry Bengtson
- Juan Pablo Montes

- Elvis Figueroa
- Josue Quijano
- Blas Pérez
- Alberto Quintero
- Alcibíades Rojas
- Marcos Sánchez